# Peter Hilse
Peter Hilse (* 8. Mai 1962 in Freiburg im Breisgau) ist ein ehemaliger deutscher Radrennfahrer. Er wurde 1987 Deutscher Meister der Profistraßenfahrer.

## Radsportlaufbahn
Peter Hilse begann seine Radsportlaufbahn im Alter von 13 Jahren und wurde später Jugend-Nationalfahrer. Bei den Amateuren kam er 1983 mit einem ersten Platz beim Eintagesrennen Rund um Düren und mit Platz drei bei der Rheinland-Pfalz-Rundfahrt zu ersten Erfolgen. In der Rheinland-Pfalz-Rundfahrt gewann er die 2. Etappe. 1983 startete er erstmals bei den UCI-Straßen-Weltmeisterschaften und wurde als 54. im Straßenrennen der Amateure klassiert. 1982 und 1983 gewann er die Brügelmann-Champion-Wertung, eine Jahreswertung für Amateure des Bundes Deutscher Radfahrer (BDR). 
1985 trat Hilse mit einem Vertrag beim spanischen Radsportteam Teka, bei dem auch der Deutsche Raimund Dietzen beschäftigt war, in das Berufsfahrerlager über. Sein erstes Profijahr krönte er mit dem dritten Platz bei den Deutschen Straßen-Radmeisterschaften. Dort war er auch in den Folgejahren gut vertreten, 1986 wurde er Zweiter, 1987 Deutscher Meister und 1989 noch einmal Dritter. 1986 gewann er eine Reihe von kleineren Rennen, beteiligte sich aber auch an der Andalusien-Rundfahrt, bei der er zwei Etappen gewann. 1986 siegte er im Rennen Barcelona–Andorra. 
Nachdem Hilse 1985 seine Teilnahme an der Straßen-Weltmeisterschaft 1985 krankheitsbedingt absagen musste, konnte er sich 1987 erstmals bei der Weltmeisterschaft platzieren. Unter 71 gewerteten Fahrern erreichte er Platz 46. Seine beste WM-Platzierung erreichte Hilse 1989 Platz 16, 1988 war er vorzeitig ausgeschieden, und seine letzte WM-Teilnahme 1990 endete mit Rang 31. Bei der Tour de France kam Hilse nur einmal in die Ränge, 1987 belegte er unter 135 Fahrern Platz 106. Öfter tauchte er in den Ergebnislisten der Spanien-Rundfahrt auf. Bei drei Notierungen 1989, 1990 und 1991 erreichte er 1989 nach einem Etappensieg mit Platz 39 das beste Ergebnis. 
Die Radsportsaison 1989 wurde zu Hilses bestem Karriereabschnitt, ausgewiesen mit Platz 123 im FICP Road Ranking. 1991 wechselte er zum spanischen Radsportteam Seur–Otero und fuhr in diesem Jahr vorwiegend bei kleineren Straßenrennen in Spanien, bei denen er eine Reihe vorderer Plätze errang. Bei zwei Etappenrennen, der Andalusien-Rundfahrt und 10-Etappenfahrt Vuelta al Táchira in Venezuela gewann er jeweils eine Etappe. 1992 tauchte Hilse letztmals in den Ergebnislisten nennenswerter Radsportveranstaltungen auf. Er fuhr das französische Etappenrennen Paris–Nizza und holte sich beim internationalen Straßenkriterium in Santander seinen letzten nennenswerten Sieg. 
Nach der Saison 1992 beendete Hilse, der sich vor allem einen Namen als Bergspezialist gemacht hatte, seine Radsportlaufbahn. Danach wurde er Vertreter für verschiedene Fahrradfirmen.

## Siege (Auswahl)
1986
- zwei Etappen Andalusien-Rundfahrt
- Barcelona–Andorra
- Prueba Villafranca de Ordizia

1987
- Subida al Naranco

1988
- zwei Etappen G.P. de Torres Vedras

1989
- eine Etappe Vuelta a España
- Subida al Naranco

1990
- Kantabrien-Rundfahrt
- eine Etappe Burgos-Rundfahrt

1991
- eine Etappe Andalusien-Rundfahrt
- eine Etappe Vuelta al Táchira